# 吹田市立豊津西中学校
吹田市立豊津西中学校（すいたしりつ とよつにしちゅうがっこう）は、大阪府吹田市豊津町にある公立中学校。

## 沿革
吹田市立豊津中学校の過大規模解消のため、従来の豊津中学校校区から吹田市立豊津第一小学校・吹田市立豊津第二小学校の校区を分離する形で、1975年に1年生のみで新設開校した。
豊津第二小学校から吹田市立江坂大池小学校が分離したことにより、江坂大池小学校校区も校区に加えた。
分離元の豊津中学校は移転の上で1978年に吹田市立片山中学校として新設開校したため一度廃校となっている。しかし廃校から4年後の1982年、豊津西・片山の2中学校校区再編により元の場所で再開している。豊津中学校再開の際、従来の豊津西中学校校区のうち豊津第一小学校校区を豊津中学校校区へと変更している。

### 年表
- 1975年4月1日 - 吹田市立豊津中学校より分離開校。
- 1977年
  - 3月21日 - 屋外体育館竣工。
  - 12月24日 - 校歌制定。
- 1982年4月1日 - 校区変更。
- 1996年４月１日より私服制度導入。
- 2019年４月１日から制服制度導入により私服制度廃止。

　2022年　1月26日　3年2組で中学校初の新型コロナウイルス感染者確認

## 通学区域
- 吹田市立豊津第二小学校と吹田市立江坂大池小学校の通学区域。

吹田市 豊津町、江の木町、芳野町、江坂町2～4丁目。

## 交通
- Osaka Metro御堂筋線・北大阪急行電鉄 江坂駅 西へ約300m。